# Йожеф Сабо (плавець)
Йожеф Сабо (угор. József Szabó, 10 березня 1969) — угорський плавець.
Олімпійський чемпіон 1988 року.
Чемпіон світу з водних видів спорту 1986 року.
Чемпіон Європи з водних видів спорту 1987 року, призер 1989 року.